# Ophionereis squamulosa
Ophionereis squamulosa is een slangster uit de familie Ophionereididae.
De wetenschappelijke naam van de soort werd in 1914 gepubliceerd door René Koehler.